# Xã Pleasant Lake, Quận Benson, Bắc Dakota
Xã Pleasant Lake (tiếng Anh: Pleasant Lake Township) là một xã thuộc quận Benson, tiểu bang Bắc Dakota, Hoa Kỳ. Năm 2010, dân số của xã này là 74 người.